# 上杨回族乡
上杨回族乡是中华人民共和国甘肃省平凉市崆峒区下辖的一个民族乡。

## 行政区划
上杨回族乡下辖以下村级行政区划单位：
小岔村、石灰沟村、新庄湾村、王阁村、早庄村、下杨村和上杨村。